# U-Bahnhof Studentenstadt
Der U-Bahnhof Studentenstadt (Kürzel der Münchner Verkehrsgesellschaft: ST) ist ein oberirdischer U-Bahnhof im Stadtteil Freimann der bayerischen Landeshauptstadt München. Er liegt an der Stammstrecke 1 der U-Bahn München und wird von der Linie U6 bedient.

## Geschichte
Der U-Bahnhof ist Teil der ältesten Münchner U-Bahn-Strecke, die zwischen den Bahnhöfen Kieferngarten
und Goetheplatz verläuft. Der 19. Oktober 1968 war der erste von mehreren Terminen bis zur Streckeneröffnung, an denen es den Bürgern ermöglicht wurde, auf Abschnitten der neuen Strecke U-Bahn zu fahren. Dabei fuhren auch erstmals Züge in den U-Bahnhof Studentenstadt ein. Die offizielle Inbetriebnahme der gesamten Strecke einschließlich des Bahnhofs war am 19. Oktober 1971.
In den Jahren 2005 und 2006 wurde der Bahnhof saniert. Dabei wurde der Aufzug nachgerüstet und der Bahnsteig um fünf Zentimeter erhöht, damit man stufenlos in die U-Bahn einsteigen kann.

## Lage und Umgebung
Der Bahnhof liegt neben der östlich parallel verlaufenden Ungererstraße, auf deren anderer Seite sich die Studentenstadt Freimann, die dem Bahnhof seinen Namen gab, befindet. Die auf Höhe der Station abzweigende Grasmeierstraße führt in den Nordteil des Englischen Gartens. Westlich des Bahnhofs verläuft jenseits eines angrenzenden Park-and-Ride-Parkplatzes die Bundesautobahn 9, dahinter befinden sich ausgedehnte Gewerbeflächen in der Umgebung des Frankfurter Rings.
Der nächste Halt stadtauswärts ist der U-Bahnhof Freimann. Auf den 1087 Metern zwischen den beiden Bahnhöfen befindet sich ein Gleisanschluss an den Münchner Nordring, der hier ebenso wie die A9 und der Frankfurter Ring unterquert wird. Stadteinwärts folgt nach 660 Metern der U-Bahnhof Alte Heide, der bereits unter der Oberfläche liegt. Der zentral in München liegende Bahnhof Marienplatz ist etwa 5,7 Streckenkilometer und 11 Minuten Fahrzeit entfernt.

## Bahnhofsanlage

### Aufbau
Von der Bahnsteigmitte führen je eine Roll- und Festtreppe sowie ein Aufzug in ein Sperrengeschoss, das die Gleisanlagen und die Ungererstraße unterquert. Jeweils eine Roll- und Festtreppe führen von dort beim Park-and-Ride-Parkplatz westlich des Bahnhofs, auf der anderen Seite der Ungererstraße und zwischen Bahnhof und Ungererstraße an die Oberfläche. Der letztgenannte Zugang besitzt außerdem einen Aufzug.

### Gestaltung
Der Bahnhof ist teilweise von einer Betondecke überdacht, an deren Unterseite Aluminium-Lamellen sowie Lichtbänder befestigt sind. Gestützt wird die Decke von mit Aluminiumplatten verkleideten Säulen.

## Verkehr
Die U6 verkehrt am Bahnhof alle 10 Minuten, in den Stoßzeiten alle 5 Minuten. Stadtauswärts endet etwa jede zweite U-Bahn in Fröttmaning.
Der benachbarte Busbahnhof macht die Station zu einem wichtigen Umsteigebahnhof. So hält hier die Metrobuslinie 50, die nach Bogenhausen und über die Parkstadt Schwabing nach Milbertshofen führt, sowie die Expressbuslinie X50. Die hier endenden Stadtbuslinien 177 und 181 binden die Umgebung des Frankfurter Rings beziehungsweise Freimann und die Auensiedlung an den Bahnhof an. Außerdem verbinden die Regionalbuslinien 231 und 233 den Bahnhof mit der Ortschaft Unterföhring und Ismaning. Der benachbarte Park-and-Ride-Parkplatz mit 405 Stellplätzen ermöglicht zudem den Umstieg vom Individualverkehr zur U-Bahn.
| Linie | Linienverlauf |
| ----- | --- |
| U6    | Garching-Forschungszentrum – (2560 m) – Garching – (1827 m) – Garching-Hochbrück – (4208 m) – Fröttmaning – (830 m) – Kieferngarten – (1431 m) – Freimann – (1087 m) – Studentenstadt – (660 m) – Alte Heide – (740 m) – Nordfriedhof – (813 m) – Dietlindenstraße – (712 m) – Münchner Freiheit – (579 m) – Giselastraße – (744 m) – Universität – (788 m) – Odeonsplatz – (640 m) – Marienplatz – (884 m) – Sendlinger Tor – (843 m) – Goetheplatz – (677 m) – Poccistraße – (624 m) – Implerstraße – (1236 m) – Harras – (837 m) – Partnachplatz – (760 m) – Westpark – (1084 m) – Holzapfelkreuth – (1050 m) – Haderner Stern – (1097 m) – Großhadern – (731 m) – Klinikum Großhadern |